# Company man (Héroes)
"Company man" es un episodio de la primera temporada de la serie de ficción estadounidense Héroes.

## Trama
Matt Parkman y Ted Sprague toman como rehenes a la familia de Noah Bennet para obtener respuestas. Matt piensa que leyendo la mente de Noah podrán conseguir dichas respuestas, pero él empieza a pensar en japonés.
Se revela más sobre el Sr. Bennet, la agencia para la que trabaja, cómo adoptó a Claire y su relación con Thompson y Claude. Ted, quien pierde la paciencia con el Sr. Bennet, trata de matar a Sandra, pero Noah se comunica telepáticamente con Matt pidiéndole que dispare a Claire ya que ella puede curarse, por lo que Matt, viendo que Ted iba asesinar a Sandra en serio, mata a Claire. Minutos después Noah le dice a Matt que finjan una pelea y lleven el cadáver de Claire a su habitación. Una vez hecho esto Claire resucita y le dice a Noah que quiere ayudar, pero este le dice que mejor será que se apegue a su plan para que nadie más salga herido. Ted le dice al Sr. Bennet que le da solo una hora para conseguir los expedientes que tienen toda la información sobre él o de lo contrario liberará sus poderes y matará a Lyle y a Sandra. Noah se dirige con Matt a la compañía, donde descubre que el haitiano puede hablar y este hace un trato con él para que puedan solucionar un problema mayor. Claire baja a la sala y libera a Sandra y a Lyle tras un descuido de Ted. Cuando Ted se entera de que Claire no está muerta comienza a perseguir a la familia, Lyle escapa, pero Claire y Sandra son alcanzadas y atadas. El tiempo pasa y Noah logra llegar a tiempo con los expedientes, y le advierte que puede tener el mismo destino que Claude, mientras Thompson aparece y le dispara a Ted, el que pierde el control de sus habilidades. Noah se dispone a darle una inyección para tranquilizarlo pero Claire, sabiendo que puede curarse, decide hacerlo, quemándose junto con la casa, pero logra su objetivo y sale de la casa siniestrada regenerándose ante Thompson. Más tarde Noah se disculpa con Claire y se estacionan en el puente -donde Claude fue disparado. Noah le da instrucciones precisas al haitiano para que cuide de Claire, le dice que le dispare al abdomen y que le borre toda evidencia que pueda llevar a la compañía hacia Claire, mientras esta observa todo llorando. Al final también se alcanza ver que la compañía logra capturar a Ted y a Matt. 

## Retrocesos
- Noah está siendo reclutado por Thompson para la compañía, viéndose entusiasmado. Thompson le presenta a su compañero Claude quien aparece a su vista desactivando sus poderes de invisibilidad.

- Noah es llamado por Kaito Nakamura para recibir a la bebé Claire. Este se la entrega y le dice que no se encariñe demasiado con ella. Noah, en un principio, no parece feliz al hacerse cargo de la bebé y Claude aparece felicitando a Noah en japonés.

- Noah llama a Thompson asegurándole que se descuidó de ocultar un arma ya que ahora su esposa sospecha de él. Thompson le dice que hay un chico que puede hacer que las personas olviden ciertas cosas y Noah le dice al joven haitiano de borrarle la memoria por primera vez a Sandra.

- Noah es asignado a matar a su compañero Claude por estar ocultando a «uno de ellos». Noah se estaciona en medio de un puente y le pregunta a Claude si no cambia de opinión, a lo que le responde con un comentario sobre Claire y Noah le dispara, mientras que Claude, con el poco aliento que le queda, se vuelve invisible cayendo del puente.

- Noah está con Claire probándose anteojos y esta le pregunta si algún día necesitará anteojos como él. Noah le dice que no es su hija biológica pero ella cambia de tema ofreciéndole las características lentes con montura de carey que lleva en el futuro, Noah le pregunta cómo se ve y Claire le dice «como mi padre».[1][2]